# Prides
Prides é uma banda escocesa do gênero Synthpop, formada em Glasgow em 2014, e conta com os integrantes Stewart Brock (vocais, teclados) e Callum Wiseman (violão, teclado, backing vocals). Seu primeiro álbum de estúdio, The Way Back Up, foi lançado em 10 de julho de 2015.
A banda ganhou visibilidade após se apresentar na cerimônia de encerramento dos Jogos da Commonwealth de 2014, e ao ter a canção "Out of the Blue" incluída na trilha sonora do jogo FIFA 15.

## Integrantes
- Stewart Brock – vocais, teclado
- Callum Wiseman – violão, teclado, backing vocals

## Discografia

### Álbuns
- The Way Back Up (2015)
- A Mind Like the Tide, Pt. 1 (EP) (2017)

### Singles
- "The Seeds You Sow" (2014)
- "I Should Know You Better" (2014)
- "Out of the Blue" (2014)
- "Messiah" (2014)
- "Higher Love" (2015)
- "Rome" (2016)
- "Are You Ready" (2016)
- "Tinseltown in the Rain" (2016)
- "It Must Have Been Love" (2017)
- "Away with the Night" (2017)
- "What's love got to do with it" (2017)
- "Let's stay in bed all day" (2017)